# Mistrovství světa juniorů ve sportovním lezení 1998
Mistrovství světa juniorů ve sportovním lezení 1998 (anglicky: UIAA World Youth Championship) se uskutečnilo jako šestý ročník 16. července v Moskvě v lezení na obtížnost. Do průběžného světového rankingu juniorů se bodovalo třicet prvních závodníků v každé kategorii lezců od 14 do 19 let.

## Češi na MSJ
Na tomto šampionátu se účastnili pouze tři čeští lezci, v kategorii juniorů 15. Daniel Kadlec z Brna, v kategorii A 10. Šárka Obadalová a v kategorii B na 16. děleném místě Petr Solanský.

## Výsledky juniorů a juniorek
| obtížnost         | obtížnost             |
| ----------------- | --------------------- |
| junioři           | juniorky              |
| 1. Yves Hasbani   | 1. Bettina Schöpf     |
| 2. Jérôme Meyer   | 2. Katarina Stremfelj |
| 3. David Gisler   | 3. Iva Hartmann       |
|                   |                       |
| 15. Daniel Kadlec | —                     |
| ? finalistů       | ? finalistek          |
| ? semifinalistů   | ? semifinalistek      |
| 34 juniorů        | 19 juniorek           |

## Výsledky chlapců a dívek v kategorii A
| obtížnost            | obtížnost             |
| -------------------- | --------------------- |
| chlapci              | dívky                 |
| 1. Alexander Meikl   | 1. Maria Belomestnova |
| 2. Peter Szczepanski | 2. Sandrine Levet     |
| 3. Michail Šalagin   | 3. Julija Abramčuková |
|                      |                       |
| —                    | 10. Šárka Obadalová   |
| ? finalistů          | ? finalistek          |
| ? semifinalistů      | ? semifinalistek      |
| 32 chlapců           | 18 dívek              |

## Výsledky chlapců a dívek v kategorii B
| obtížnost             | obtížnost            |
| --------------------- | -------------------- |
| chlapci               | dívky                |
| 1. Roman Felix        | 1. Olga Šalagina     |
| 2. Clément Chabaud    | 2. Natalija Gros     |
| 3. Timo Preußler      | 3. Katarzyna Dlugosz |
|                       |                      |
| 16.-18. Petr Solanský | —                    |
| ? finalistů           | ? finalistek         |
| ? semifinalistů       | ? semifinalistek     |
| 35 chlapců            | 22 dívek             |